# The Auk
The Auk — авторитетный орнитологический журнал, издаваемый Американским орнитологическим союзом (AOS) с 1884 года. Назван в честь вымершей бескрылой гагарки, символа упомянутой организации. Журнал рецензируемый, посвящен анатомии, поведению и распространению птиц.
В 2018 году было объявлено о совместных планах AOS и Oxford University Press опубликовать The Auk: Ornithological Advances и The Condor: Ornithological Applications.